# 2 octobre en sport
2 septembre 2 novembre
Chronologies thématiques
- Croisades
- Ferroviaires
- Disney

Le 2 octobre (275e jour de l'année ou 276e en cas d'année bissextile) en sport.

## Événements

### XIXesiècle
- 1856 :
  - (Boxe) : Rencontre prévue entre William Perry et Tom Paddock, mais le combat est annulée car le tenant du titre est malade[1].
- 1876 :
  - (Golf) : Bob Martin remporte l'Open britannique à l'Old Course de St Andrews[2].
- 1877 :
  - (Baseball) : première édition du championnat de baseball de l’International Association (États-Unis/Canada). Les Canadiens de London Temcumsehs s’imposent avec 14 victoires et 4 défaites.

### XXesièclede1901à1950
- 1912 :
  - (Sport automobile) : Coupe Vanderbilt.

### XXesièclede1951à2000
- 1966 :
  - (Formule 1) : Grand Prix automobile des États-Unis.
- 1977 :
  - (Formule 1) : Grand Prix automobile de la côte Est des États-Unis.
- 1988 :
  - (Formule 1) : Grand Prix automobile d'Espagne.

### XXIesiècle
- 2002 :
  - (Natation) : à Pusan, le nageur japonais Kōsuke Kitajima porte le record du monde du 200 m brasse à 2 min 09 s 97.
- 2005 :
  - (Sport automobile) : le Finlandais Marcus Grönholm remporte le Rallye du Japon devant le Français Sébastien Loeb qui est sacré champion du monde des rallyes pour la deuxième année consécutive.
- 2007 :
  - (Escrime) : le champion russe Stanislav Pozdniakov bat en finale du sabre masculin l'Italien Aldo Montano. En remportant son cinquième titre, il devient l'escrimeur le plus titré aux championnats du monde rejoignant Alexandre Romankov.
- 2017 :
  - (Gymnastique artistique /Championnats du monde) : début de la 47e édition des championnats du monde de gymnastique artistique qui se déroulent à Montréal au Canada jusqu'au 9 octobre 2017.

## Naissances

### XIXesiècle
- 1853 :
  - Vere St. Leger Goold, joueur de tennis britannique. († 8 septembre 1909).
- 1867 :
  - Fritz Held, pilote de courses automobile allemand. († 2 août 1938).
- 1873 :
  - Billie Gillespie, footballeur écossais. († ? 1942).
  - Plum Warner, joueur de cricket puis dirigeant sportif anglais. (15 sélections en test cricket). († 30 janvier 1963).
- 1879 :
  - Léon Georget, cycliste sur route français. († 5 novembre 1949).
- 1887 :
  - Ephraim Longworth, footballeur anglais. (5 sélections en équipe nationale). († 7 janvier 1968).

### XXesièclede1901à1950
- 1910 :
  - Aldo Olivieri, footballeur puis entraîneur italien. Champion du monde de football 1938. (24 sélections en équipe nationale). († 5 avril 2001).
- 1919 :
  - Jan Flinterman, pilote de courses automobile néerlandais. († 26 décembre 1992).
- 1921 :
  - Giorgio Scarlatti, pilote de courses automobile italien. († 26 juillet 1990).
- 1925 :
  - Wren Blair, hockeyeur sur glace puis entraîneur et dirigeant sportif canadien. († 2 janvier 2013).
- 1932 :
  - Maury Wills, joueur de baseball américain.
- 1933 :
  - Giuliano Sarti, footballeur italien. Vainqueur de la Coupe d'Europe des vainqueurs de coupe 1961 puis des Coupe des clubs champions 1964 et 1965. (8 sélections en équipe nationale). († 5 juin 2017).
- 1934 :
  - Jean Garaialde, golfeur français.
- 1935 :
  - Omar Sívori, footballeur puis entraîneur argentin puis italien. (19 sélections en équipe d'Argentine et 9 en équipe d'Italie). Sélectionneur de l'équipe d'Argentine de 1972 à 1973. († 17 février 2005).
- 1940 :
  - Nanni Galli, pilote de F1 et de courses automobile d'endurance italien. († 12 octobre 2019).
- 1943 :
  - Paul Van Himst, footballeur puis entraîneur belge. (81 sélections en équipe nationale). Entraîneur de l'équipe d'Anderlecht, victorieuse de la Coupe UEFA 1983. Sélectionneur de l'Équipe de Belgique de 1991 à 1996.
- 1950 :
  - Pietro Algeri, cycliste sur piste et sur route puis directeur sportif italien. Champion du monde de cyclisme sur piste de la poursuite par équipes 1971.

### XXesièclede1951à2000
- 1955 :
  - Miroslaw Tlokinski, footballeur polonais. (2 sélections en équipe nationale).
- 1956 :
  - Leszek Dunecki, athlète de sprint polonais. Médaillé d'argent du relais 4 × 100 m aux Jeux de Moscou 1980. Champion d'Europe d'athlétisme du relais 4 × 100 m 1978.
- 1959 :
  - Luis Fernandez, footballeur puis entraîneur et consultant radio français. Champion d'Europe de football 1984. Vainqueur de la Coupe d'Europe des vainqueurs de coupe 1996. (60 sélections en équipe de France).
- 1960 :
  - Glenn Anderson, hockeyeur sur glace canadien.
- 1961 :
  - Dan Corneliusson, footballeur suédois. (22 sélections en équipe nationale).
- 1962 :
  - Brian Holm, cycliste sur route danois.
- 1963 :
  - Thierry Bacconnier, footballeur français. († 1er janvier 2007).
- 1964 :
  - Sheila Echols, athlète de sprint et de sauts américaine. Championne olympique du relais 4 × 100 m aux Jeux de Séoul 1988.
- 1965 :
  - Peter Postelmans, cavalier de sauts d'obstacles belge.
- 1967 :
  - Michael Hemmingsen, footballeur puis entraineur danois.
  - Thomas Muster, joueur de tennis autrichien. Vainqueur du tournoi de Roland Garros 1995.
- 1968 :
  - Jana Novotná, joueuse de tennis tchécoslovaque puis tchèque. Médaillée d'argent en double aux Jeux de Séoul 1988 puis médaillée d'argent en double et de bronze en simple aux Jeux d'Atlanta 1996. Victorieuse du Tournoi de Wimbledon 1998, des Masters 1997 et de la Fed Cup 1988. († 19 novembre 2017).
- 1972 :
  - Aaron McKie, basketteur américain.
- 1973 :
  - Riadh Tarsim, cycliste handisport français. Médaillé d'argent du relais par équipe C1-5 aux Jeux de Tokyo 2020. Médaillé d'argent de la course en ligne H3 aux Mondiaux 2018 et champion du monde de paracyclisme sur route de la course en ligne H3 2021.
- 1976 :
  - Anita Kulcsár, handballeuse hongroise. Médaillée d'argent aux Jeux de Sydney 2000. Championne d'Europe de handball féminin 2000. (165 sélections en équipe nationale). († 19 janvier 2005).
- 1977 :
  - Patrick Barul, footballeur français.
  - Didier Défago, skieur alpin suisse. Champion olympique de la descente aux Jeux de Vancouver 2010.
  - Lindsay Gottlieb, joueuse puis entraîneuse de basket-ball américaine.
- 1978 :
  - Sławomir Szmal, handballeur polonais. (298 sélections en équipe nationale).
- 1979 :
  - Primož Brezec, basketteur slovène.
- 1981 :
  - Vincent Debaty, joueur de rugby à XV et ensuite entraîneur belge puis français. (37 sélections en équipe de France).
  - Romain Rocchi, footballeur français.
- 1982 :
  - Igor Zelenay, joueur de tennis slovaque.
- 1984 :
  - Marion Bartoli, joueuse de tennis puis consultante TV française. Victorieuse du Tournoi de Wimbledon 2013.
  - Pierre Alexandre Renet, pilote de motocross, d'enduro et de rallye-raid français. Champion du monde de motocross MX3 2009 puis E2 2012 et 2014.
- 1985 :
  - Steeve Guenot, lutteur de gréco-romaine français. Champion olympique aux Jeux de Pékin 2008 puis médaillé de bronze aux Jeux de Londres 2012. Médaillé d'argent aux Mondiaux de lutte 2007.
  - Laëtitia Payet, judokate française. Triple médaillée européenne.
  - Christopher Rebrassé, boxeur français.
  - Linda Stahl, athlète de lancers de javelot allemand.
- 1986 :
  - Kiko Casilla, footballeur espagnol. (1 sélection en équipe nationale).
  - Mitchell Docker, cycliste sur route australien. (44 sélections en équipe nationale).
  - Mihai Macovei, joueur de rugby à XV roumain. Vainqueur des Championnats européen des nations 2006, 2012, 2013, 2015 et 2017. (104 sélections en équipe nationale).
- 1987 :
  - Keith Earls, joueur de rugby à XV irlandais. Vainqueur du Grand Chelem 2018 et de la Coupe d'Europe de rugby à XV 2008. (76 sélections en équipe nationale).
  - Joe Ingles, basketteur australien. Vainqueur de l'Euroligue 2014.
  - Phil Kessel, hockeyeur sur glace américain. Médaillé d'argent aux Jeux de Vancouver 2010.
- 1988 :
  - Antonino Parrinello, cycliste sur route italien.
  - Ivan Zaytsev, volleyeur italien. Médaillé de bronze aux Jeux de Londres 2012 et d'argent aux Jeux de Rio 2016. Vainqueur de la Coupe de la CEV masculine 2015. (149 sélections en équipe nationale).
- 1989 :
  - Frederik Andersen, hockeyeur sur glace danois.
  - Marlie Packer, joueuse de rugby à XV anglaise. Championne du monde de rugby à XV féminin 2014. Victorieuse du Grand Chelem 2012. (51 sélections en équipe nationale).
- 1990 :
  - Shalva Mamukashvili, joueur de rugby à XV géorgien. (92 sélections en équipe nationale).
- 1991 :
  - Carlon Brown, basketteur américain.
  - Roberto Firmino, footballeur brésilien. Vainqueur de la Copa América 2019 et de la Ligue des champions 2019. (40 sélections en équipe nationale).
- 1992 :
  - Alisson Becker, footballeur brésilien. Vainqueur de la Copa América 2019 et de la Ligue des champions 2019. (41 sélections en équipe nationale).
  - Margaux Fabre, nageuse française. Médaillée de bronze du 4 × 100 m nage libre mixte aux CE de natation 2016 puis championne d'Europe de natation du 4 × 100 m nage libre et 4 x 100 m nage libre mixte 2018.
  - Shane Larkin, basketteur américain.
  - Adriana Leon, footballeuse canadienne. Championne olympique aux Jeux de Tokyo 2020. (99 sélections en équipe nationale).
  - Shanice van de Sanden, footballeuse néerlandaise. Championne d'Europe de football féminin 2017. Victorieuse des Ligue des champions féminine 2018 et 2019. (73 sélections en équipe nationale).
- 1993 :
  - Michy Batshuayi, footballeur belge. (26 sélections en équipe nationale).
- 1994 :
  - So'otala Fa'aso'o, joueur de rugby à XV samoan. (1 sélection en équipe nationale).
- 1995 :
  - Alrix Da Costa, joueur de rugby à XIII français. Vainqueur de la Coupe d'Europe des nations 2018. (7 sélections en équipe de France).
  - Brandon Goodwin, basketteur américain.
  - Daníel Leó Grétarsson, footballeur islandais.
- 1997 :
  - Thomas Laclayat, joueur de rugby à XV français.
- 1998 :
  - Brian Bowen, basketteur américain.
  - Alessandro Miressi, nageur italien. Champion d'Europe de natation du 100 m nage libre 2018.
  - Matouš Trmal, footballeur tchèque.

### XXIesiècle
- 2001 :
  - Rodion Amirov, joueur de hockey sur glace russe. († 14 août 2023).
- 2004 :
  - Ehije Ukaki, footballeur nigérian.

## Décès

### XXesièclede1901à1950
- 1931 :
  - Andrew Amos, 68 ans, footballeur britannique. (2 sélections en équipe nationale). (° 20 septembre 1863).
- 1938 :
  - André Lagache, 53 ans, pilote de courses automobile français. Vainqueur des 24 Heures du Mans 1923. (° 21 janvier 1885).
- 1950 :
  - Jean-Pierre Stock, 50 ans, rameur français. Médaillé d'argent du double-scull aux Jeux de Paris 1924. (° 5 avril 1900).

### XXesièclede1951à2000
- 1952 :
  - William Gosling, 83 ans, footballeur anglais. Champion olympique aux Jeux de Paris 1900. (1 sélection en équipe nationale). (° 19 juillet 1869).
- 1957 :
  - Luigi Ganna, 83 ans, cycliste sur route italien. Vainqueur du Tour d'Italie 1909 et de Milan-San Remo 1909. (° 1er décembre 1883).
- 1973 :
  - Paavo Nurmi, 76 ans, athlète de fond et de demi-fond finlandais. Champion olympique du 10 000 m, du cross individuel et par équipes puis médaillé d'argent du 5 000 m aux Jeux d'Anvers 1920, champion olympique du 1 500 m, du 5 000 m, du 3 000 m par équipes, du cross individuel et par équipes aux Jeux de Paris 1924 puis champion olympique du 10 000 m et médaillé d'argent du 5 000 m puis du 3 000 m steeple aux Jeux d'Amsterdam 1928. Détenteur des records du monde du 1 500m du 19 juin 1924 au 11 septembre 1926, du 3 000m du 27 août 1922 au 7 juin 1925 et du 24 mai 1926 au 19 juin 1932, du 5 000m du 12 septembre 1922 au 19 juin 1932, du 10 000m du 22 juin 1921 au 25 mai 1924 et du 31 août 1924 au 18 juillet 1937. (° 13 juin 1897).
- 1998 :
  - Olivier Gendebien, 74 ans, pilote de F1 et de courses automobile d'endurance belge. Vainqueur des 24 Heures du Mans 1958, 1960, 1961 et 1962. (° 12 janvier 1924).

### XXIesiècle
- 2005 :
  - Pat Kelly, 61 ans, joueur de baseball américain. (° 30 juillet 1944).
- 2007 :
  - Francis Borelli, 75 ans, homme d'affaires français. Président du PSG de 1978 à 1991, puis de l'AS Cannes de 1992 à 1996. (° 8 avril 1932).
- 2014 :
  - André Buffière, 91 ans, basketteur puis entraîneur français. Médaillé d'argent aux Jeux de Londres 1948. Médaillé d'argent du CE de basket-ball 1949, médaillé de bronze du CE de basket-ball 1951 et du CE de basket-ball 1953. (106 sélections en équipe de France). Entraîneur du CSP Limoges, victorieuse des Coupe Korać 1982 et 1983. (° 12 novembre 1922).